# Pierre Niney

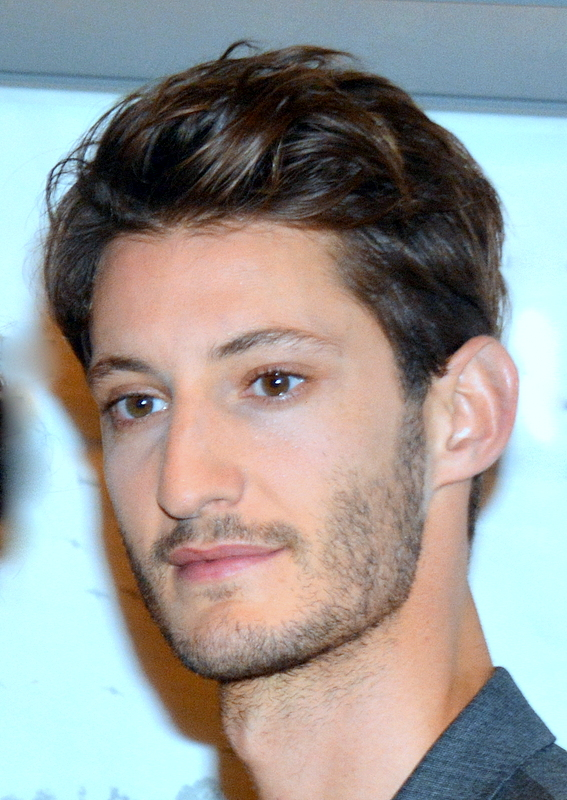
Pierre Niney (2016)

Pierre Niney (* 13. März 1989 in Boulogne-Billancourt (Paris), Frankreich) ist ein französischer Schauspieler.

## Leben
Pierre Niney stand bereits im Alter von elf Jahren auf der Theaterbühne. Später studierte er Schauspiel am Cours Florent und zwei Jahre am Conservatoire national supérieur d’art dramatique. Im Alter von 21 Jahren wurde er das jüngste Mitglied der Comédie-Française. Sein Leinwanddebüt gab er bereits zuvor: Nachdem er 2007 in einer Fernsehserie zu sehen gewesen war, spielte er 2008 in den Komödien LOL (Laughing Out Loud) und School’s Out – Schule war gestern. Für seine Darstellung in J’aime regarder les filles und Comme des frères wurde er 2012 und 2013 jeweils als bester Nachwuchsdarsteller für den französischen Filmpreis César nominiert.
Im Jahr 2013 wurde Niney für die Titelrolle des Films Yves Saint Laurent gecastet, einem biografischen Film von Jalil Lespert über den berühmten Modeschöpfer. Premiere des Films war am 8. Januar 2014 in Paris. Im Februar 2015 wurde Niney für seine Darstellung mit dem César als bester Hauptdarsteller ausgezeichnet.
2016 spielte er in der deutsch-französischen Co-Produktion Frantz unter der Regie von François Ozon an der Seite von Paula Beer. 2024 übernahm er unter der Regie von Matthieu Delaporte und Alexandre de La Patellière die Hauptrolle des Edmond Dantès in deren Neuverfilmung des Der Graf von Monte Christo.

## Filmografie (Auswahl)
- 2008: LOL (Laughing Out Loud)
- 2008: School’s Out – Schule war gestern (Nos 18 ans)
- 2010: Black Heaven (L’autre monde)
- 2011: Der Schnee am Kilimandscharo (Les neiges du Kilimandjaro)
- 2011: Die anonymen Romantiker (Les émotifs anonymes)
- 2011: J’aime regarder les filles
- 2012: Comme des frères
- 2013: It Boy – Liebe auf Französisch (20 ans d’écart)
- 2014: Yves Saint Laurent
- 2016: Frantz
- 2016: Jacques – Entdecker der Ozeane (L’odyssée)
- 2017: Frühes Versprechen (La promesse de l’aube)
- 2018: Sauver ou périr
- 2019: Angèle – Balance ton quoi
- 2019: Einsam Zweisam (Deux moi)
- 2020: Lovers – Die Liebenden (Amants)
- 2021: OSS 117 – Liebesgrüße aus Afrika (OSS 117: Alerte rouge en Afrique noire)
- 2021: Black Box – Gefährliche Wahrheit (Bôite noire)
- 2022: Mascarade
- 2022: Goliath
- 2023: Le livre des solutions
- 2024: Der Graf von Monte Christo (Le Comte de Monte-Cristo)
- 2024: Fiasco (Miniserie)
- 2024: Maya, donne-moi un titre (als Erzähler)

## Auszeichnungen (Auswahl)
- César 2012: Nominierung als Bester Nachwuchsdarsteller für J’aime regarder les filles
- César 2013: Nominierung als Bester Nachwuchsdarsteller für Comme des frères
- César 2015: César als Bester Hauptdarsteller für Yves Saint Laurent
- César 2022: Nominierung als Bester Hauptdarsteller für Black Box – Gefährliche Wahrheit